# Beyarmudu/Pergamos
Beyarmudu (griechisch Πέργαμος Pergamos) ist ein Dorf im Südosten der Mittelmeerinsel Zypern und liegt im Distrikt Gazimağusa der Türkischen Republik Nordzypern. Der Ort hatte 2011 4125 Einwohner.

## Name
Der Ort wurde von Türken, die aus Bergama in der Türkei nach Zypern siedelten, gegründet und wurde nach diesem Ort benannt.

## Geographie
Beyarmudu/Pergamos liegt im Süden der Türkischen Republik Nordzypern und grenzt im Osten, Süden und Westen an die britische Militärbasis Dhekelia. Im Süden befindet sich der Grenzübergang Beyarmudu, der den Ort mit Pile/Pyla, einem der wenigen Orte in der Pufferzone, verbindet.

## Geschichte
In der Zeit der osmanischen Herrschaft (1570/71–1878) wurden Zählungen zum Zweck der Steuererhebung durchgeführt, wie etwa 1831. Dabei wurden in Beyarmudu 16 türkische Haushalte gezählt. 1891 zählte die britische Kolonialbehörde 96 Einwohner, von denen 91 als Türken und fünf als Griechen galten. 1901 zählte man 133 Einwohner, von denen wiederum 120 Türken und 13 Griechen waren. Danach stieg die Zahl der Türken an, während die Zahl der Zyperngriechen abnahm. 1931 zählte man aber nur noch 299 Türken, 1946 452, 1960 waren es 826. Bei der Volkszählung 1960 zählte man 191 Zyperntürken, 1978 waren es 165.
Beyarmudu, das bereits seit 1921 ausschließlich durch Zyperntürken bewohnt war, nahm zwischen 1964 und 1974, zur Zeit der Türkischen Verwaltung Zyperns, und daher als Teil der türkischen Enklave Larnaka, Flüchtlinge aus Salina/Tuzla, Lefkara und Anafotida/Akkor auf. Von diesen lebten 1971 wohl noch 153 im Dorf, das um diese Zeit vielleicht 1000 Einwohner hatte. 
Die Bevölkerung steigt seit 1974 an. 2006 zählte man 3403 Bewohner, 2011 hingegen waren es 4125.